# Torben Frank
Torben Frank (ur. 16 czerwca 1968 w Kopenhadze) – duński piłkarz grający na pozycji napastnika.
Karierę rozpoczął w Vallensbæk IF, w 1986 został pozyskany przez Brøndby IF. W styczniu 1991 przeszedł do ligowego rywala – Lyngby BK. Wywalczył z nim mistrzostwo Danii. Debiut w reprezentacji Danii zaliczył w meczu towarzyskim przeciwko Bułgarii.
Został powołany do kadry na EURO 1992 już jako piłkarz Lyonu. Na zwycięskim dla Duńczyków turnieju rozegrał dwa spotkania.
W swoim nowym klubie nie zagrał ani jednego meczu, bowiem już w trakcie testów nabawił się ciężkiej kontuzji i francuski klub chciał zerwać z nim umowę. Na takie rozwiązanie nie pozwoliła jednak FIFA i opuszczenie klubu przez Franka możliwe było po wygaśnięciu jego kontraktu. W 1995 powrócił do Lyngby. Ostatni rok kariery spędził we Fremie Kopenhaga, a następnie w Køge BK. Zakończył ją w 1998 roku.
W barwach reprezentacji Danii wystąpił 5 razy, nie strzelił żadnej bramki.